# Club de Deportes Coquimbo Unido
Maillots
Actualités
Dernière mise à jour : 10 février 2025.
Le Club de Deportes Coquimbo Unido est un club de football chilien basé à Coquimbo.

## Anciens joueurs
- José Daniel Ponce
- Carlos Carmona
- Óscar Fabbiani
- Luis Fuentes
- Patricio Galaz
- Pedro González Vera
- Jorge Vargas
- Derlis Soto